# Fridhemsplan

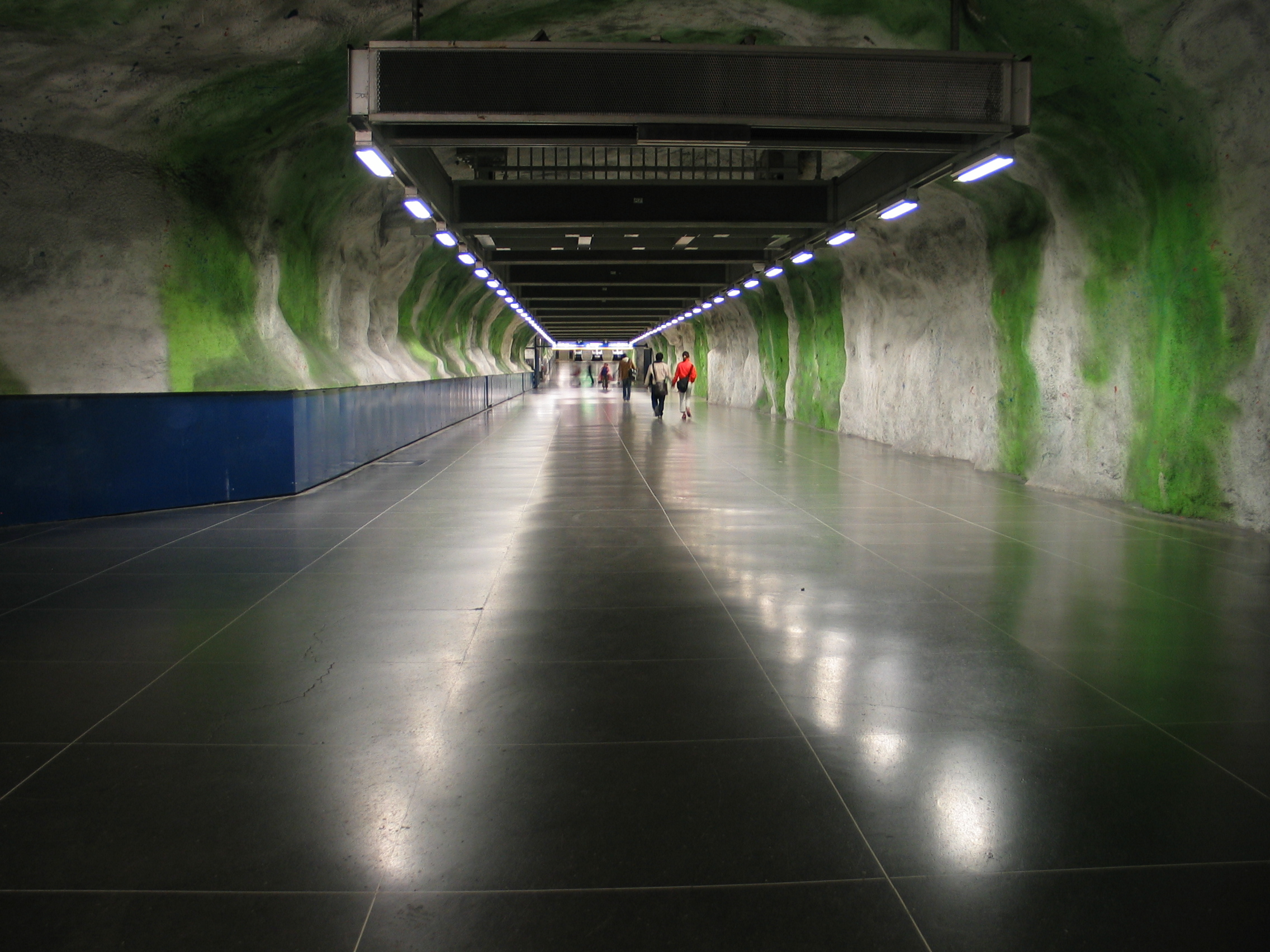
La stazione della metro

Fridhemsplan è una piazza di Stoccolma, nonché una stazione della metropolitana.
La piazza (situata nella zona di Kungsholmen) fu rinominata così solamente dal 1935 in poi, dopo che il viale Fridhemsgatan attraversò l'area. Qui sorge oggi un centro commerciale, il Västermalmsgallerian, inaugurato nel 2002. La zona è anche conosciuta per la presenza di diversi bar low-cost.